# Georg von Martens

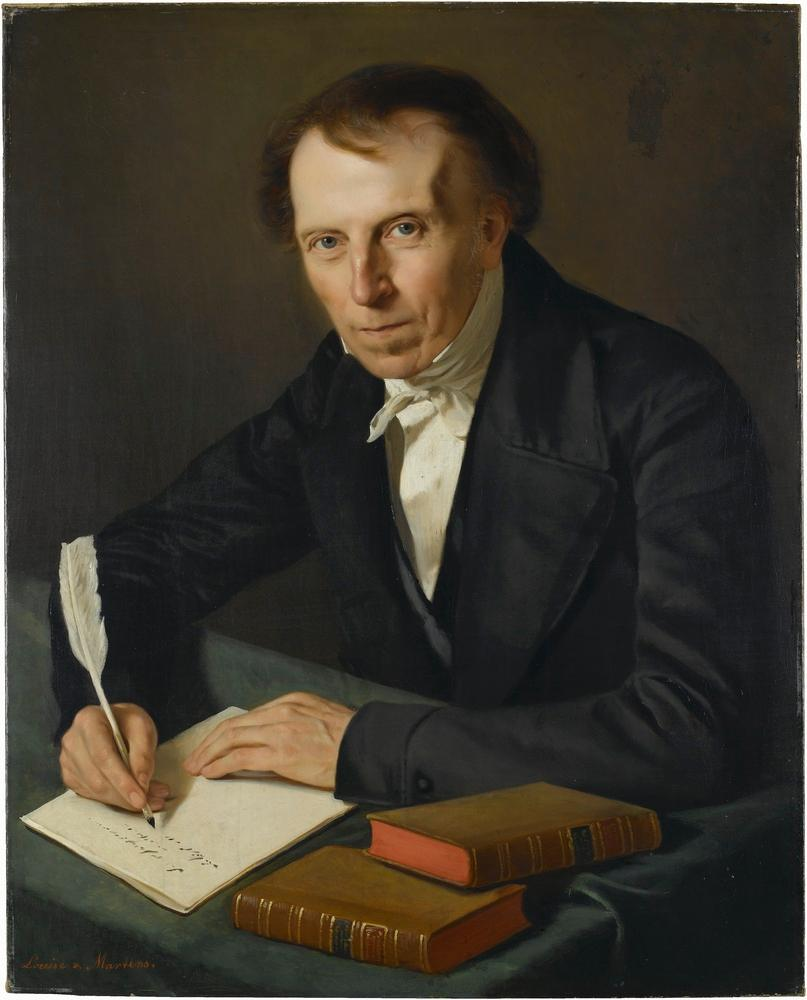
Georg Matthias von Martens, um 1850, Porträt seiner Tochter Luise von Martens

Georg Matthias von Martens (* 12. Juni 1788 in Mira bei Venedig; † 24. Februar 1872 in Stuttgart) war ein Jurist, Reisender und Naturforscher. Sein botanisches Namenskürzel ist G.Martens.

## Leben

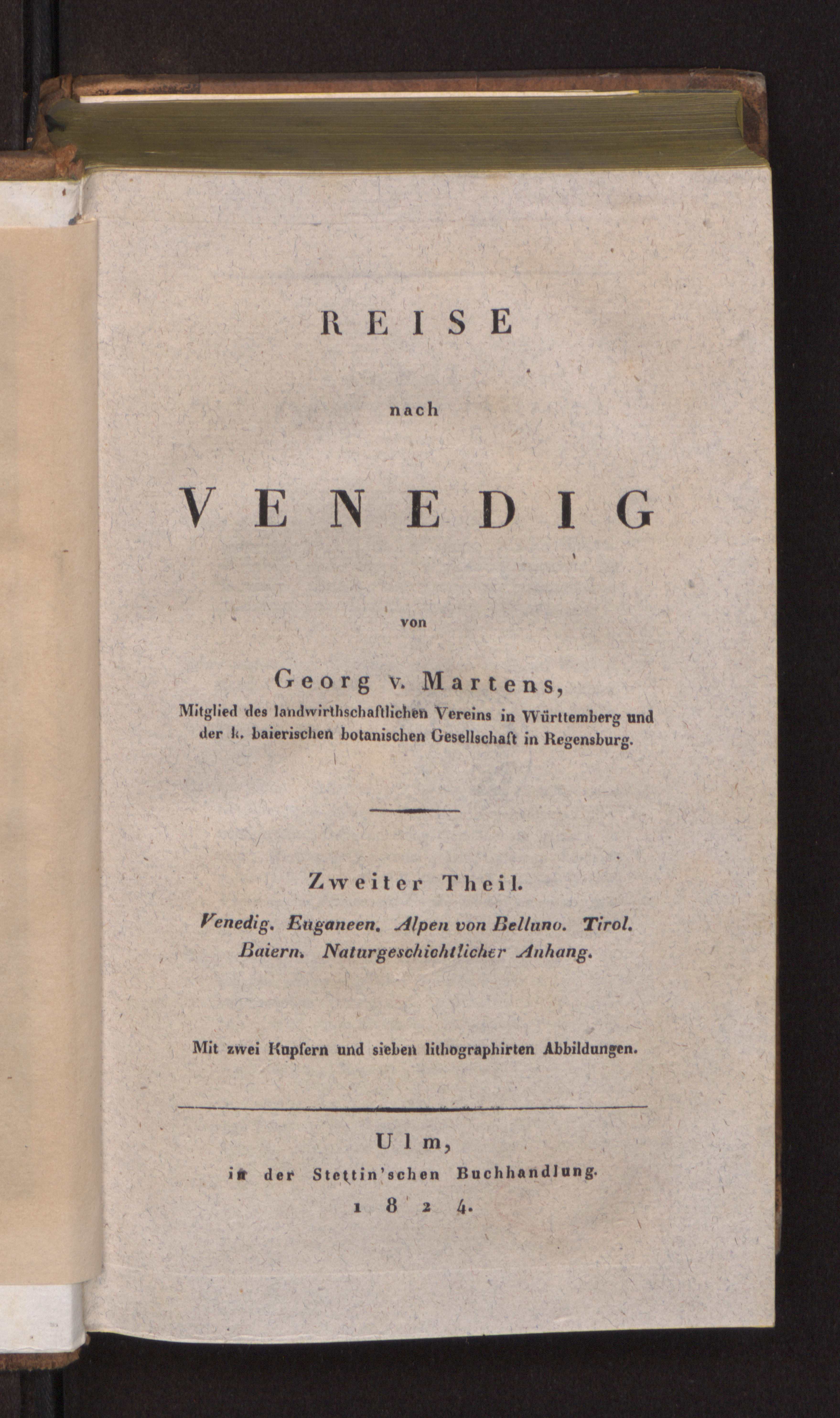
Reise nach Venedig, 1824

Sein Vater Wilhelm Conrad von Martens (1748–1828) war Handelsherr und dänischer Konsul in Venedig. Seine Mutter Margarete Louise (1765–1832) war die Tochter von Oberst Matthias von Scheler. Geboren wurde er auf einem Landgut (Miravecchia bei Dolo) bei Venedig. Seine Geschwister waren der General und Kriegsschriftsteller Karl von Martens (1790–1861), der spätere Oberst Christian von Martens (1793–1882) und der Maler und Bildhauer Friedrich von Martens (1807–1885).
Ab 1807 studierte er Jura an der Universität Tübingen. Daneben hörte er auch Vorlesungen der Naturforscher Carl Friedrich Kielmeyer, Johann Gottlieb Friedrich von Bohnenberger und des Historikers Christian Friedrich Rösler. Nachdem er 1811 die Staatsprüfung bestanden hatte, wurde er in Stuttgart Sekretär am Oberjustizkollegium. Zwischenzeitlich wirkte er von 1818 bis 1821 in Ulm. 1823 erhielt er in Stuttgart zusätzlich das Amt des Bibliothekars beim Obertribunal und 1829 das des offiziellen Dolmetschers für Italienisch, Spanisch und Portugiesisch am Ministerium der Justiz und des Inneren. Im Jahr 1836 wurde er Kanzleirat und ging 1855 in den Ruhestand. Im Jahr 1832 wurde er zum Mitglied der Leopoldina gewählt.
Er heiratete die Pfarrerstochter Marianne Graf (1803–1848).
Seine Kinder waren die Malerin Luise von Martens (1828–1894) und der Zoologe und Forschungsreisende Eduard von Martens (1831–1904).

## Wirken
Georg von Martens interessierte die Naturgeschichte seines Geburtslands und er unternahm ausgedehnte Reisen. Während der Ulmer Zeit bereiste er Österreich und Oberitalien und sammelte Naturalien für das Stuttgarter Naturalienkabinett, hauptsächlich Fische aus Venedig. Er begründete das Moosherbar in Stuttgart, dessen ältester Beleg aus dem Jahr 1792 stammt. 1824 veröffentlichte er seine zweibändige Reise nach Venedig. In Vicenza hatte er einen der Elefanten von Garnier gesehen, über dessen Tod 1819 in Venedig er darin berichtete. In den Jahren 1844 bis 1846 erschien das dreibändige Werk Italien, in dem er schon ausführlich auch auf Algen einging. Im Jahr 1834 brachte er mit dem Tübinger Botaniker Gustav Schübler die Flora von Würtemberg heraus. Sie wurde in der 2. Auflage zusammen mit Carl Albert Kemmler erweitert zur Flora von Württemberg und Hohenzollern, 1865. Die 3. Auflage erschien 1882. 1863 erteilte die naturwissenschaftliche Fakultät in Tübingen ihm den Dr. h. c.
Nach der Expedition der Thetis (1855) brachte er Die Preußische Expedition nach Ostasien. Nach amtlichen Quellen. Die Tange. 1866 heraus.

## Ehrungen
Nach ihm benannt sind die Algengattungen Martensia Hering und Neomartensia T.Yoshidea & Mikami.

## Werke
- Italien
  - 1. Bd., Italisches Land. Scheidle, Rieger & Sattler, Stuttgart 1844 Digitalisat
  - 2. Bd., Italisches Leben. Scheidle, Rieger & Sattler, Stuttgart 1844 Digitalisat
  - 3. Bd., Die Staaten. Scheidle, Rieger & Sattler, Stuttgart 1845 Digitalisat
- Reise nach Venedig
  - 1. Th. Von Stuttgart über Ulm, Wien und Triest nach Venedig. Stettin, Ulm 1824 Digitalisat
  - 2. Th. Venedig. Euganeen. Alpen von Belluno. Tirol. Baier. Naturgeschichtlicher Anhang. Stettin, Ulm 1824, Digitalisat
- Die Gartenbohnen: ihre Verbreitung, Cultur und Benützung, 1860, Digitalisat
- Die preussische Expedition nach Ost-Asien. Nach amtlichen Quellen. Botanischer Teil. Die Tange. Decker, Berlin 1873 (Digitalisat und Volltext im Deutschen Textarchiv)
- Die Farben der Pflanzen, in: Jahreshefte des Vereins für Vaterländische Naturkunde in Württemberg, Jg. 18, 1862, S. 239–388. Digitalisat